# 목적론적 논증
목적론적 논증(teleological, physico-theological argument, argument from design, intelligent design argument)이란 신의 존재, 즉 좀더 일반적으로 자연세계속에서 지적설계로 인식되는 증거로 지적인 창조주를 논증하는 방식이다. 크게 정서론(定序論)과 의장론(意匠論)으로 나뉜다.
이 논증의 초기 기록들은 고대 그리스의 소크라테스의 작품 속에서 발견된다. 플라톤과 아리스토텔레스 그리고 스토아 학파에서도 나타난다.

## 고대 철학

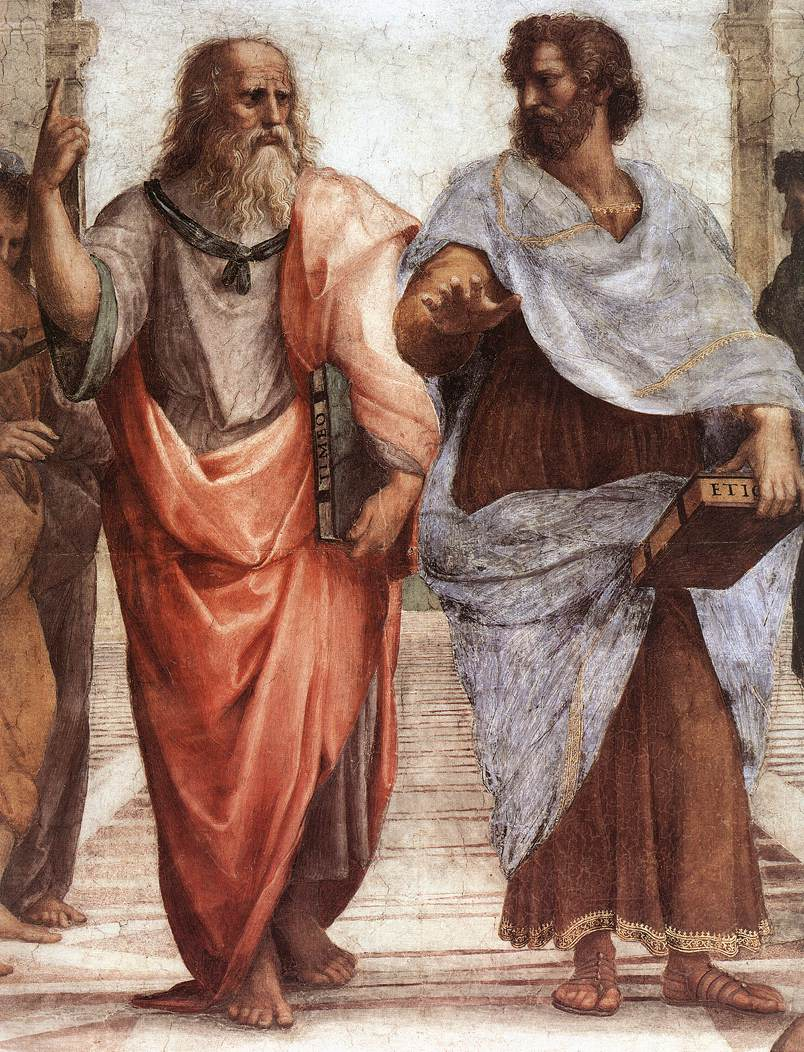
우주의 명백한 질서에 대한 철학적 논증을 발전시킨 플라톤과 아리스토텔레스

### 플라톤과 아리스토텔레스
플라톤의 저작인 티마이오스에서 보여지는데, 창조주의자들의 선언이라고 부를수 있는 내용을 다룬다. 지적인 창조 행위라는 형태로 플라톤을 이어서 아라스토텔레스, 에피쿠리우스, 스토아 학파, 그리고 갈레노스도 주장했다.

### 토마스 아퀴나스

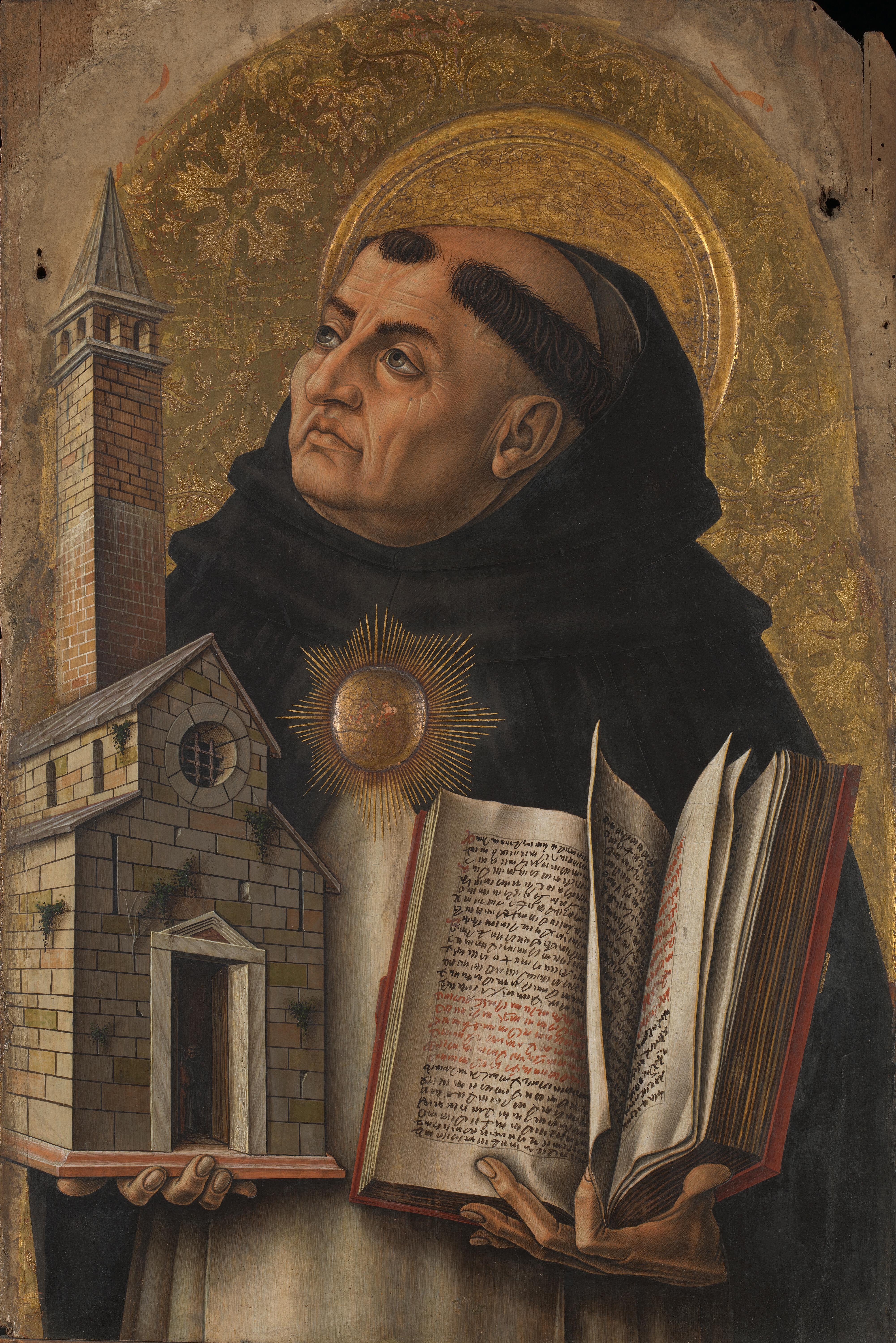
토마스 아퀴나스의 5가지 신 존재논증은 목적론에 기초한 방식이다.

그는 후천적인 논증을 말하는데. 모든 만물은 그 목적을 향하여 가기에 지적인 존재는 필연적으로 존재한다고 한다. (St Thomas Aquinas, Summa Theologica: Article 3, Question 2) 아리스토텔레스의 철학에 따라서 토마스 아퀴나스의 다섯 가지 길로 발전되었다.

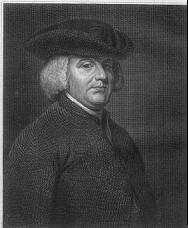
윌리암 패일리는 자연신학을 사용하여 시계공 유추를 대중화했으며, 유명한 목적론적 논증을 만들었다.

## 비판

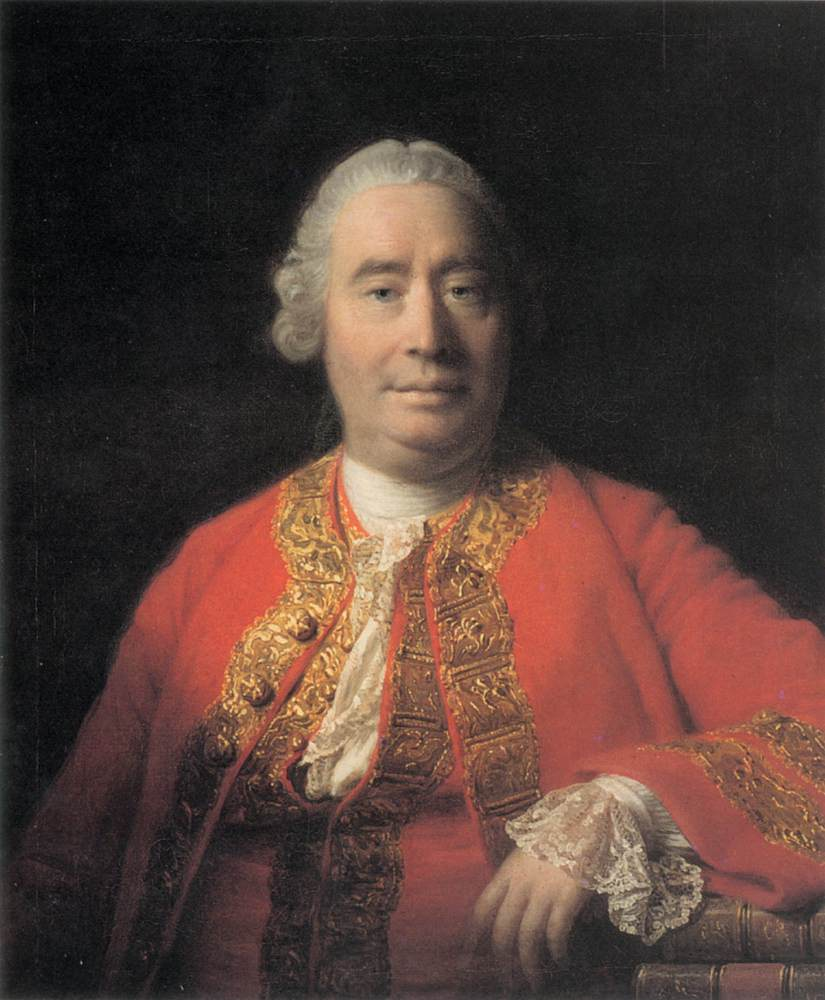
자연종교관한 대화에서 데이비드 흄은 목적론적 논증에 대하여 비판하였다.

### 이마누엘 칸트
칸트는 《순수이성비판》 6장에서 물리적-신학적 논증의 불가능에 대하여 목적론적 논증은 인간이성에 적절하게 보이지만 거절하였다. 흄에 비판에 동의한 칸트는 우주의 물질의 질서안에서만 지적인 면을 증명하지만 그 존재가 초월적 존재라기 보다는 건축가라고 말한다.
신 존재논증의 이런 사용하는 존재론적 논증의 숨겨진 주장이라고 한다"

### 신의 존재를 증명하지 않는다

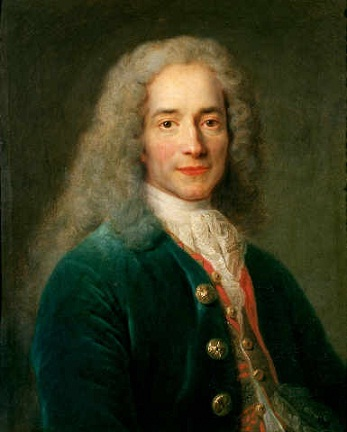
볼테르는 목적론적 논증이 힘있는 존재를 알려줄수 있지만, 그러나 필연적으로 전능하고 전지한 지적인 존재를 암시하지는 않는다고 주장하였다.

《Traité de métaphysique》에서 볼테르는 지적설계자가 하나님임을 증명할 수 없다고 한다. .
쇠렌 키르케고르는 신 존재를 질문하면서 신의 존재를 이성적으로 논증하기를 거부하였다. 이성이란 필연적으로 의심에 의해서 수행되기 때문이었다.

### 생물학에서 목적인식
로버트 폴리(Robert Foley)는 목적의 환상을 주장하는데 진화과정에서는 근본적으로 원인적인 방식이 없다고 한다. 선택과 적응의 과정이 생물학 세계의 근원과 설계된 본성을 통하여 목적의 환상을 준다고 했다.
리차드 도킨스는 생물학은 어떤 지적설계도 말하지 않는다고 하며 그의 책 《눈먼 시계공》에서 자연선택이 신적 기원없이 생물학적복잡성을 설명하는데 충분하다고 말한다.
윌리엄 뎀스키는 지적설계 창조주의를 주장한다.

## 같이 보기
- 존재론적 논증
- 다섯 가지 길